# Jerslev Kirke
Jerslev Kirke ligger i Jerslev ca. 9 km NØ for Brønderslev (Region Nordjylland).

## Eksterne kilder og henvisninger
- Jerslev Kirke hos KortTilKirken.dk